# Castello de Zanna
Il castello de Zanna è una piccola fortezza, situata in località Majon a Cortina d'Ampezzo, in provincia di Belluno, Italia settentrionale. Costituito di bianche e basse mura perimetrali e da due candide torrette angolari, presenta, su quella che doveva essere la facciata principale, una piccola cappella dedicata alla Santissima Trinità.
Il castello fu voluto da Giovanni Maria de Zanna che, già nobile per discendenza da Pietro de Zanna (nobilitato nel 1559), fu insignito dall'imperatore Leopoldo I d'Asburgo di una nuova patente di nobiltà, con il titolo di "Nobile di Santa Trinità e Pietra Reale", come riconoscimento per essersi valorosamente distinto nella difesa di Vienna assediata dai Turchi. La costruzione del castello iniziò nel 1694, ma il 19 agosto 1696 i lavori furono interrotti dalla stessa comunità ampezzana che, temendo conseguenze in caso di guerra e fedele alle proprie tradizioni di eguaglianza e democrazia, non gli riconobbe la facoltà di potersi costruire una fortezza come dimora, «pel pregiudicio che puol apportare a la Patria». Di qui la leggenda degli ampezzani che, come moderne Penelopi, distruggevano nottetempo le stesse mura che avevano costruito durante il giorno.
Al nobile de Zanna fu solamente concesso di erigere un palazzo, che nel 1809 venne però saccheggiato e dato alle fiamme dalle truppe francesi che avevano invaso Ampezzo, rimanendone parzialmente danneggiato. Da allora il castello non ha subito altri interventi e oggi si presenta come una piccola e bianca fortezza diroccata, ormai inglobata nel paesaggio circostante, affiancata dalle moderne case di abitanti e turisti.